# Александр Кипрский (писатель)
Але́ксандр Ки́прский или Алекса́ндр мона́х (греч. Αλέξανδρος μοναχός; ~ VI век) — христианский писатель, монах, автор богословских сочинений «Об обретении Креста Господня» и «Энкомий святому Варнаве».

## Биография
Время жизни Александра монаха точно неизвестно; различные исследователи очерчивают этот период от конца V до начала VII веков. Сочинения Александра изданы в третьей части 87 тома Греческой Патрологии.
В сочинении «Об обретении Креста Господня», в начале кратко рассказывается о событиях истории человечества: от сотворения мира до времён Константина Великого; основная часть сочинения написано в форме энкомия и повествует о путешествии равноапостольной царицы Елены в Святую землю за Животворящим Крестом Господним; в своё сочинение Александре включил триадологические и христологические рассуждения; сочинение содержит описание дальнейшей истории Церкви, от Константина Великого до конца V века.
В «Энкомии (Похвале) святому Варнаве» рассказывается о том как святой апостол Варнава трижды являлся Анфемию Кипрсому во сне и указал, где нужно найти его мощи; послушав повеление апостола, Анфемий нашёл мощи апостола Варнавы в пяти стадиях от города Констанции, в месте под названием Игиас («Место здравия») в пещере под рожковым деревом. На груди апостола лежало Евангелие от Матфея, переписанное рукой самого Варнавы, положенное в могилу самим евангелистом Марком. «Энкомий святому Варнаве», по всей видимости, первоначально был произнесён в Констанции, в церкви святого апостола Варнавы. Житие апостола в «Энкомии святому Варнаве», по словам Александра монаха, изложены на основании сочинения Климента Александрийского и «других древних авторов».